# Johann III. (Sponheim-Starkenburg)

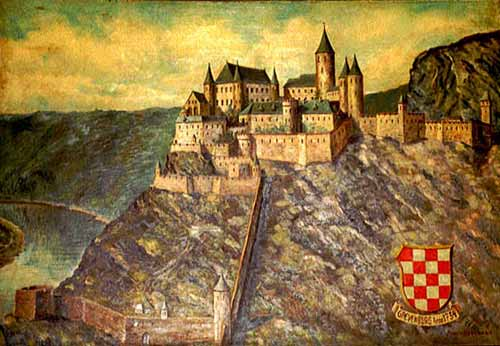
Grevenburg, Oktober 1734.

Graf Johann III. von Sponheim, der Ältere (* um 1315; † 30. Dezember 1398) regierte die Grafschaft Sponheim 67 Jahre. Er erhielt auch die Beinamen „der Edle“ und wegen seiner im Alter schwindenden Sehkraft „der Blinde“.

## Leben
Johann III. von Sponheim war der erste Sohn des Grafen Heinrich II. von Sponheim und dessen Frau Loretta von Salm. Er hatte zwei Brüder, Heinrich und Gottfried. Er wurde 1331 mit Mechthild von der Pfalz vermählt, Ludwigs des Bayern Nichte. Wichtige Ereignisse, die in seiner Regierungszeit stattfanden, schließen die Errichtung des Heilig-Geist-Hospitals in Enkirch und einen Krieg mit dem Trierer Erzbischof Boemund II. von Saarbrücken mit großen Schäden auf beiden Seiten ein. Graf Johann III. von Sponheim hatte, gleichwie seine Mutter, häufige Zwistigkeiten mit der trierischen Kirche. Johann führte eine Fehde gegen den Erzbischof Balduin von Luxemburg; diese wurde durch Sühne vom 13. April 1347 vertragen. Erzbischof Balduin setzte ihn am 4. Januar 1351 zum obersten Amtmann der rechts der Mosel liegenden Trierer Lande ein. Balduins Nachfolger, Boemund, geriet 1356 mit Johann und dessen Schwager Kurfürst Ruprecht I. von der Pfalz in Streit um den Zoll bei Enkirch. Diese andere Fehde wurde vielen trierischen Orten durch Raub und Brand verderblich, aber Boemund zerstörte Starkenburg, Kirchberg und trieb Sponheim so in die Enge, dass Johann 1360 den Frieden erbitten musste. Die nachfolgende Fehde zwischen Johann und seinem Vetter Walram war von keiner großen Bedeutung, da sie bald wieder ausgeglichen wurde. Am 9. Mai 1368 verlieh er das durch den Tod Simons von Waldeck erledigte sponheimische Erbmarschallamt und das mit diesem Lehen verbundene Dorf Sevenich dem Herrn Friedrich von Ehrenburg. Für Winterburg, Koppenstein und Birkenfeld erwarb er 1330 Stadtrechte vom Kaiser Ludwig. In Trarbach baute er eine Kirche; in welchem Jahr ist nicht bekannt; allein früh setzte er einen Abt aus dem Himmeroder Kloster nach Traben, der täglich, und in Abwesenheit des Grafen, dreimal wöchentlich, in Trarbach Messe lesen musste. Ob er an dem Zuge, den Graf Kuno II. von Falkenstein und Graf Walram von Sponheim 1362 gegen die das linke Rheinufer verheerenden Engländer unternahmen, teilgenommen, ist ungewiss. Johann III. ist der Erbauer der Grevenburg (Grafenburg) über Trarbach, die am 3. Oktober 1357 erstmals namentlich erwähnt wird. Er wurde im Kloster Himmerod beigesetzt.

## Familie
Johann III. war verheiratet 1331 mit Mechthild von der Pfalz († 1375). Mechthild war eine Tochter des Pfalzgrafen Rudolf I. bei Rhein und der Mechthild von Nassau. Väterlicherseits war sie damit Urenkelin König Rudolfs von Habsburg, mütterlicherseits Enkelin König Adolfs von Nassau. Der seit 1314 regierende spätere Kaiser Ludwig der Bayer war ein Bruder ihres Vaters. Ihre zwei Töchter Mechthild und Loretta wurden schließlich mit dem Aussterben der beiden Sponheim-Linien 1437 zu den posthumen Erbinnen der gesamten Grafschaft Sponheim zwischen Baden und Veldenz. Kinder:
- Johann IV., Graf von Sponheim (* vor 1338; † 1413/14[3]), ⚭ 1346 Elisabeth von Sponheim-Kreuznach († nach 1394[4])
- Mechthild (* um 1345; † 1407/10[5]), ⚭ 1356 Markgraf Rudolf VI. von Baden († 1372)
- Loretta (* um 1347; † nach 1374), ⚭ um 1374 Graf Heinrich III. von Veldenz († 1389). Ihr Sohn Johann von Veldenz († 1434) war Benediktiner-Abt des Klosters Weißenburg (Wissembourg) im Elsass.